# Vadim Gutzeit
Vadim Gutzeit (ukrainska: Вадим Маркович Гутцайт: Vadym Markovytj Hutsajt), född den 6 oktober 1971 i Kiev i Ukrainska SSR i Sovjetunionen är en ukrainsk fäktare som tog OS-guld i herrarnas lagtävling i sabel i samband med de olympiska fäktningstävlingarna 1992 i Barcelona.